# ژیل اسمیتارلو
ژیل اسمیتارلو (انگلیسی: Guille Smitarello؛ زادهٔ ۷ ژانویهٔ ۱۹۹۳) بازیکن فوتبال اهل اسپانیا است.
از باشگاه‌هایی که در آن بازی کرده‌است می‌توان به باشگاه فوتبال هرکولس و باشگاه فوتبال رئال مورسیا اشاره کرد.